# Norbert H. Platz
Norbert H. Platz (* 29. Mai 1939 in Mannheim) ist ein deutscher Anglist und Hochschullehrer.

## Leben und Wirken
Norbert H. Platz studierte nach seiner Reifeprüfung am Kurfürst-Ruprecht Gymnasium Neustadt die Fächer Anglistik und Germanistik an der Universität Mannheim. Nach seinem ersten Staatsexamen für den höheren Schuldienst 1965 arbeitete er von 1965 bis 1967 und von 1968 bis 1970 als wissenschaftlicher Assistent an dieser Universität und promovierte dort 1970 über die Dramen von Ben Jonson. Als Akademischer Rat bzw. Oberrat war er weiterhin in Mannheim tätig und habilitierte sich 1982. Im Jahre 1985 wurde er außerplanmäßiger Professor. 1992 folgte er einer Berufung auf eine Professur an der Universität Trier. 2004 trat er in den Ruhestand.
Platz beschäftigt sich neben Arbeiten über die englische Literaturgeschichte mit der Literaturtheorie, dem Kulturtransfer und ökologischen Themen im Zusammenhang mit der Darstellung in der Literatur.
Norbert H. Platz ist verheiratet mit der Literaturwissenschaftlerin Elke Platz-Waury.

## Veröffentlichungen (Auswahl)
- (mit Philip C. Dust): Jonson's Ars poetica. An interpretation of Poetaster in its historical context. Inst. f. Engl. Sprache u. Literatur, Univ. Salzburg 1973.
- John Osborne. Inadmissable Evidence (1964). In: Klaus-Dieter Frehse/Norbert H. Platz (Hrsg.): Das zeitgenössische englische Drama. Einführung, Interpretation, Dokumentation. Athenäum, Frankfurt/M. 1975, S. 179–198, ISBN 3-8072-2096-8.
- Ethik und Rhetorik in Ben Jonsons Dramen (= Anglistische Forschungen, Bd. 113). Winter, Heidelberg 1976, ISBN 3-533-02463-6 (= Dissertation Universität Mannheim).
- Die Beeinflussung des Lesers. Untersuchungen zum pragmatischen Wirkungspotential viktorianischer Romane zwischen 1844 und 1872 (= Buchreihe der Anglia, Bd. 25). Niemeyer, Tübingen 1986, ISBN 3-484-42125-8 (= Habilitationsschrift Universität Mannheim).
- Geld und Bildung. Zum Strukturwandel der australischen Universitäten seit 1987/1988. In: Gerhard Stilz (Hrsg.): Gold – Geld – Geltung. Ressourcen und Ziele der australischen Gesellschaft (= Australien-Studien, Bd. 1). Stauffenburg-Verlag, Tübingen 1997, S. 89–105, ISBN 3-86057-750-6.
- (Hrsg.): Mediating cultures. Probleme des Kulturtransfers. Zwei Bände. Verlag Die Blaue Eule, Essen 1991/1992, ISBN 3-89206-398-2 u. ISBN 3-89206-468-7.
- Der englische Gentleman. Zur Karriere eines Symbols. In: Trierer Beiträge, Jg. 1996, H. 9, S. 23–31.
- The symbolic dynamics of the gentleman idea in the Victorian novel. In: Literaturwissenschaftliches Jahrbuch, Bd. 38 (1997), S. 147–166.
- (Hrsg.): Sustaining the earth. An anthology of green poems in English. 2. Aufl. I-und-f-Verlag, Kiel 1998, ISBN 3-930275-22-8.
- Literature and ecology. A brief agenda for exploring the green dimension in Canadian literature. In: Peter Easingwood (Hrsg.): Informal empire? Cultural relations between Canada, the United States and Europe. I-und-f-Verlag, Kiel 1998, S. 229–253, ISBN 3-930275-23-6.
- Emotionen in der literarischen Darstellung des Konflikts zwischen Ökonomie und Ökologie. In: Norbert Platz (Mithrsg.): Emotionen in der Umweltdiskussion. Dt. Univ.-Verlag, Wiesbaden 2000, S. 39–58, ISBN 3-8244-4387-2.
- (Hrsg. u. Mitautor): Zwischen Asien und dem Westen. Zur politischen, ökonomischen und kulturellen Orientierung Australiens. Stauffenburg-Verlag, Tübingen 2004, ISBN 3-86057-755-7.
- Ecocriticism, Environmental Ethics, and New Ecological Culture. In: Gordon Collier (Hrsg.): The worldy scholar (= Engaging with literature of commitment, Bd. 2). Rodopi, Amsterdam 2012, S. 63–85, ISBN 90-420-3509-9.

Übersetzungen/Hrsg.
- William Shakespeare / Twelve night. Reclam, Stuttgart 1976 (neueste Ausgabe 2024, ISBN 978-3-15-009838-7).
- Thomas Hardy / Tess von den d'Urbervilles. Übers. von Paul Baudisch. Reclam, Stuttgart 1979 (neueste Ausgabe 2001, ISBN 3-15-009935-8).
- William Wordsworth / Die Grenzgänger. Eine Tragödie. Hrsg. mit Michael Gassenmeier. Verlag Die Blaue Eule, Essen 1992, ISBN 3-89206-456-3.